# Гафат
Гафат — вымерший к настоящему времени южноэфиосемитский язык. На нём говорили вдоль течения Голубого Нила на территории современной Эфиопии.
Сведения об этом языке крайне отрывочны. Он был связан с языками (диалектами) харари и гураге. Путешественник Джеймс Брюс привёз в Европу сделанную на нём в XVII или XVIII веке запись Песни песней. Чарльз Беке в начале 1840-х годов смог собрать некоторый материал, однако отметил начало упадка гафата. Вольф Леслау в 1947 обнаружил уже только четырёх говорящих. Эдвард Уллендорфф заключил в своей работе, что язык вымер.